# Liebknechthof

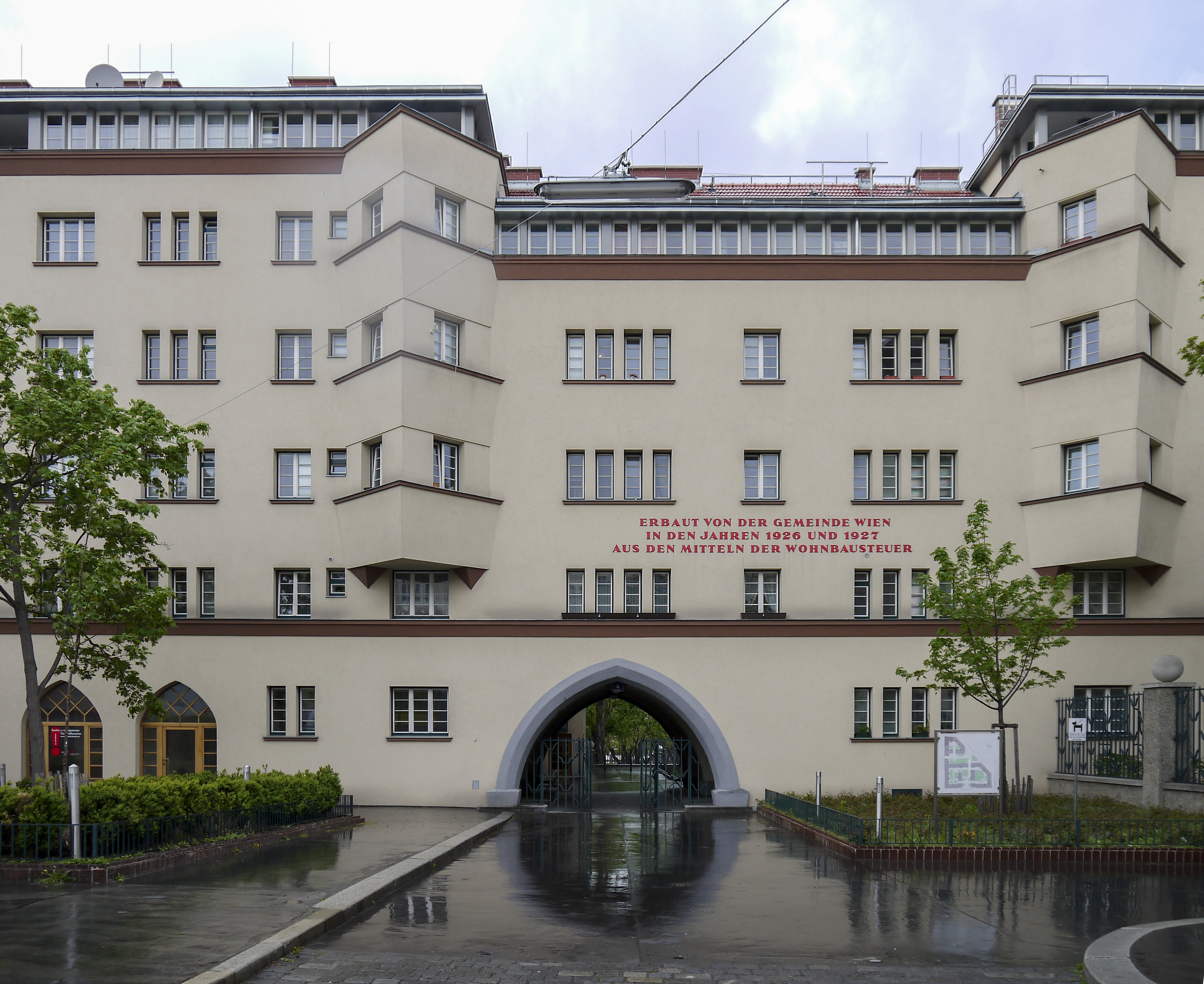
Liebknechthof

Der Liebknechthof ist eine soziale Wohnhausanlage der Gemeinde Wien im 12. Wiener Gemeindebezirk Meidling, errichtet 1926–27 nach Plänen von Karl Krist.

## Baubeschreibung
Der Liebknechthof befindet sich an der Böckhgasse 2–4 und wird von der Malfattigasse, der Herthergasse und der Längenfeldgasse umschlossen. Die Anlage umfasst 426 Wohnungen auf 28 Stiegen und liegt auf einem dreieckigen Grundstück. Es gibt zur Straße hin offene und abgeschlossene Höfe mit stark expressionistischen Bauelementen wie turmartige Bauten, Spitzbögen, Spitzerker, dreieckige Fenster und übereck gezogene Balkone. Im Inneren der burgartigen Anlage befinden sich Gemeinschaftseinrichtungen wie Waschküche oder Kindergarten. Der Liebknechthof ist neben dem George-Washington-Hof das wichtigste Werk von Karl Krist.

## Geschichte

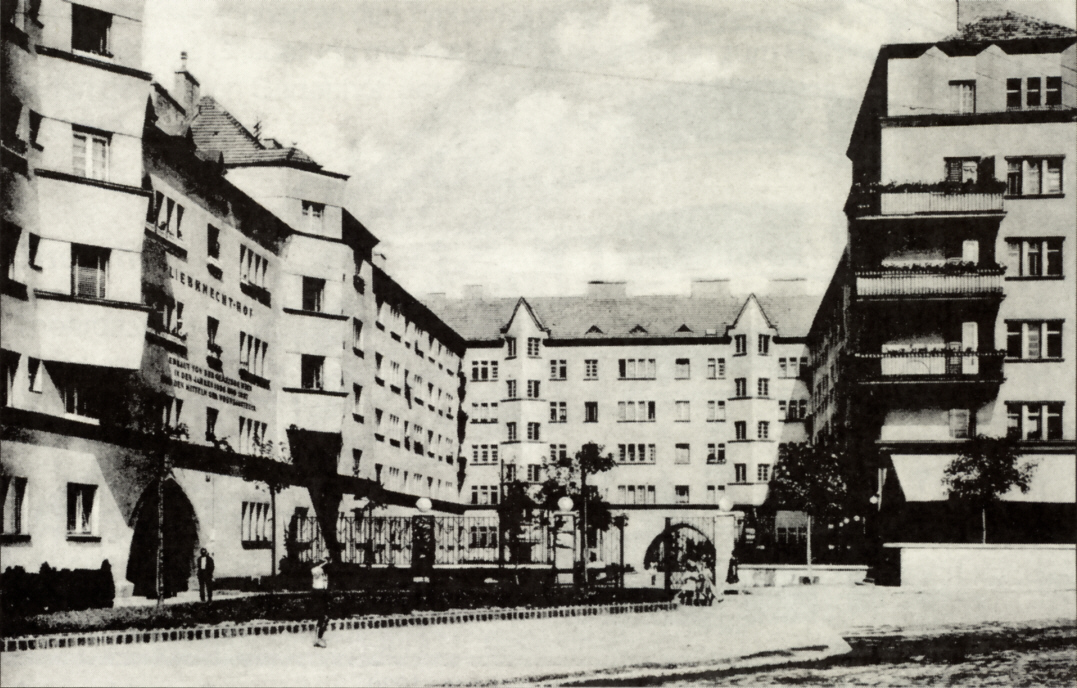
Der Liebknechthof im Jahre 1930

Der Liebknechthof ist nach den beiden deutschen Arbeiterführern Wilhelm Liebknecht und dessen Sohn Karl Liebknecht benannt. Eine Tafel im Gemeindebau weist darauf hin. Während des Bürgerkrieges wurde die Wohnhausanlage am 12. Februar 1934 von Schutzbündlern besetzt und gegen die Übermacht der Regierungstruppen bis in den Morgen des 14. Februar gehalten.